# Geoffrey Cheetham
Geoffrey Cheetham, britanski general, * 1891, † 1962.